# Шинтеряг
Шинтеряг (рум. Șintereag) — село у повіті Бистриця-Несеуд в Румунії. Адміністративний центр комуни Шинтеряг.
Село розташоване на відстані 335 км на північний захід від Бухареста, 16 км на захід від Бистриці, 68 км на північний схід від Клуж-Напоки.

## Населення
За даними перепису населення 2002 року у селі проживали 933 особи.
Національний склад населення села:
| Національність | Кількість осіб | Відсоток |
| -------------- | -------------- | -------- |
| румуни         | 685            | 73,4%    |
| угорці         | 244            | 26,2%    |

Рідною мовою назвали:
| Мова      | Кількість осіб | Відсоток |
| --------- | -------------- | -------- |
| румунська | 687            | 73,6%    |
| угорська  | 242            | 25,9%    |